# Camu-Camu
|  | Dieser Artikel wurde aufgrund von formalen oder inhaltlichen Mängeln in der Qualitätssicherung Biologie im Abschnitt „Pflanzen“ zur Verbesserung eingetragen. Dies geschieht, um die Qualität der Biologie-Artikel auf ein akzeptables Niveau zu bringen. Bitte hilf mit, diesen Artikel zu verbessern! Artikel, die nicht signifikant verbessert werden, können gegebenenfalls gelöscht werden. Lies dazu auch die näheren Informationen in den Mindestanforderungen an Biologie-Artikel. |

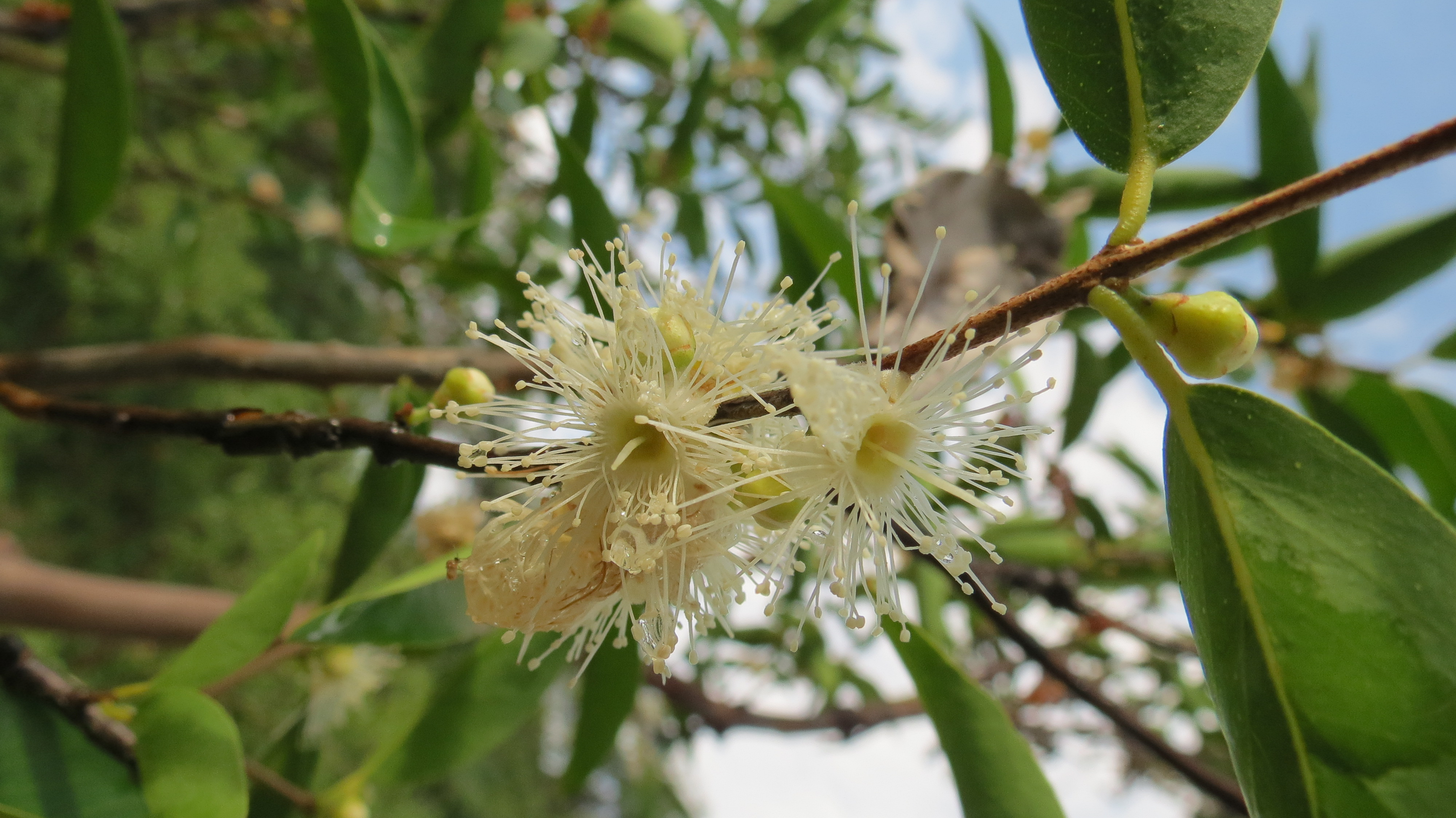
Blüten von Myrciaria dubia

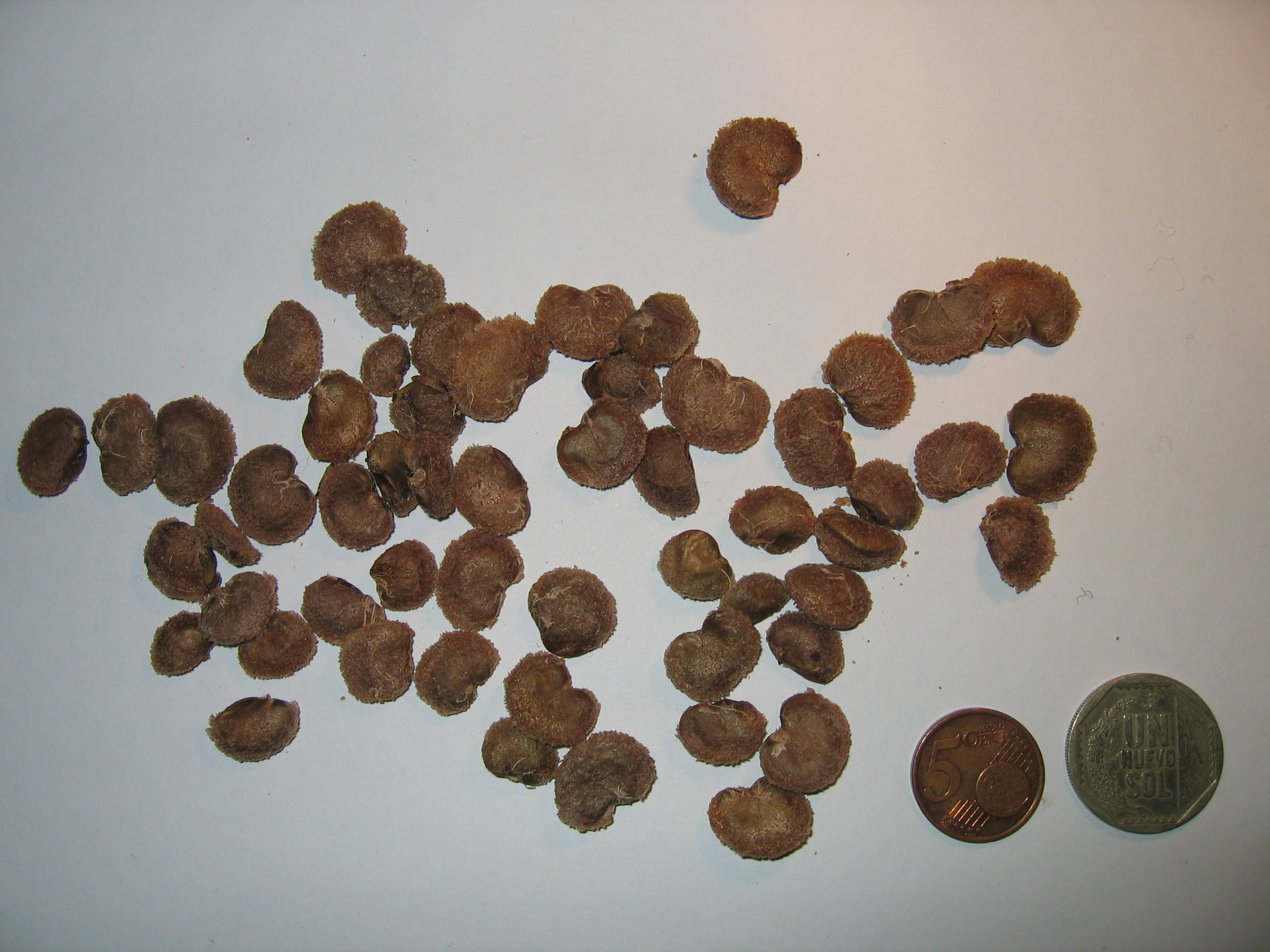
Getrocknete Camu-Camu Samen

Camu-Camu (Myrciaria dubia) ist eine Pflanzenart innerhalb der Familie der Myrtengewächse (Myrtaceae). Sie ist in der Amazonasregion in Peru, Kolumbien, Venezuela, Ecuador, Bolivien und Nord-Brasilien heimisch. In Brasilien nennt man sie auch „Caçari“ oder „Araçá de água“.

## Beschreibung

### Vegetative Merkmale
Camu-Camu ist ein immergrüner Strauch oder kleiner Baum, der meist Wuchshöhen von 3 bis 8 Metern aber auch höher erreicht. Der reich verzweigte Stamm ist glatt mit dünner, bräunlicher Borke.
Die gegenständigen, bis 12 Zentimeter langen und 4,5 Zentimeter breiten, kurz gestielten und spitzig bis zugespitzten, leicht glänzenden Blätter sind elliptisch bis eiförmig, -lanzettlich. Die ganzrandigen Blätter haben Drüsen. Die Unterseite ist heller und matter. Es sind keine Nebenblätter vorhanden.

### Generative Merkmale
Die kleinen Blütenstände sind achsenständig und tragen nur bis zu 12 (meist 4) paarig angeordnete Blüten.
Die duftenden, sehr kurz gestielten, vierzähligen und gelblich-weißen Blüten sind zwittrig mit doppelter Blütenhülle. Direkt an den Blüten sitzen bewimperte becherförmige Deck- und Vorblätter. Es sind über 100 vorstehende Staubblätter und ein kleiner Kelch vorhanden. Der mit dem Blütenboden verwachsene Fruchtknoten ist unterständig mit einem langen Griffel mit kopfiger Narbe. Die Blüten sind fakultativ allogam und tragen Drüsen.
Die glatten, fleischigen Beeren sind rundlich und grünlich bis rötlich, purpurfarben bis schwärzlich und bis 2–5 Zentimeter groß. Das weiche, sehr saure Fruchtfleisch ist weißlich-hellrosa. Die Früchte haben eine rundliche Narbe an der Spitze. Sie enthalten bis zu 4 nierenförmige bis elliptische und braune Samen. Die zottige Samenschale ist dünn, die Samen sind bis 1,5 Zentimeter groß und ohne Endosperm, sie wiegen etwa 0,4–0,6 Gramm. Die Früchte wiegen durchschnittlich etwa 9–13 Gramm, der Anteil des Fruchtfleischs beträgt 50–65 %.
Die Samenausbreitung geschieht durch Wasserströmungen oder endozoochor durch Fische. Die Hauptbestäuber sind Bienen.
Camu-Camu blüht zwischen Juli und September und trägt Früchte von Dezember bis April.

### Chromosomenzahl
Die Chromosomenzahl beträgt 2n = 22.

## Nutzung
Pro Pflanze können in Kultur etwa 10–20 kg Früchte geerntet werden. Bemerkenswert ist ihr außerordentlich hoher Gehalt an Vitamin C, der etwa 1,5–3 Gramm pro 100 Gramm Fruchtfleisch oder mehr beträgt. Darum liegt der pH-Wert bei nur etwa 2,5.  Sie übersteigen damit den Vitamin-C-Gehalt von Orangen um etwa das 30–60-fache und den von Paprika immerhin noch um das 5–10-fache. Höhere Werte erreichen nur die Früchte der Buschpflaume (Terminalia ferdinandiana).
Die Früchte werden in drei verschiedenen Reifegraden geerntet, je nach Verwendung. Am meisten Vitamin C enthalten Früchte, die noch nicht ganz ausgereift, also im rötlich-grünen Zustand sind.
In der Amazonasregion wird Camu-Camu geschält als Frucht oder als Saft konsumiert und zu Likör, Eiscreme, Gelee u. a. verarbeitet. Hauptimporteur der Früchte ist Japan. In Europa findet man Camu-Camu vor allem als Nahrungsergänzung oder als Süßigkeiten. Mittlerweile wird Camu-Camu auch in Plantagen angebaut. Die südamerikanischen Kultivierungsprojekte hinken dem wachsenden Bedarf jedoch hinterher. Das hat dazu geführt, dass zunehmend Raubbau an wild wachsenden Pflanzen betrieben wurde. Eine Folge davon ist, dass in manchen Gebieten Fischarten wie z. B. der Gamitana oder Tambaqui, die sich von den Früchten ernähren, verschwunden sind.
| Nährwerte       | Gehalt (pro 100 g) |
| --------------- | ------------------ |
| Protein         | 0,36 g             |
| Fette           | 0,16 g             |
| Kohlenhydrate   | 3,88 g             |
| Zink            | 0,42 mg            |
| Eisen           | 0,52 mg            |
| Mangan          | 2,10 mg            |
| Kalium          | 83,40 mg           |
| Vitamin C       | 1.958,84 mg        |
| Vitamin A (RAE) | 6,45 mcg           |